# 大田紳一郎
大田紳一郎（日语：／ Ohta Shinichiro，1967年8月2日—），日本音乐家、吉他手，出生于爱媛县。1992年在BAAD乐队出道。现在为doa乐队的成员。前B'z和ZARD的支援乐手。参与了多位艺人的单曲或专辑的制作。2004年下半年开始以戴太阳镜和穿喇叭裤出镜为一大特色。

## 简介
大田参与了ZARD、B'z、上木彩矢、三枝夕夏 IN db、WANDS等多位艺人的歌曲录音工作，同时在2003-2008年之间担当B'z演唱会的副吉他与副主音，2004年起担当ZARD演唱会的吉他与和声。也曾参加过上木彩矢演唱会的后备乐队。
作为BAAD、doa成员以及B'z的支援乐手在朝日电视台的“Music Station”等电视节目中出场。
大田在doa乐队中仅担当作词，不担当作曲，但在BAAD乐队的中后期担当作曲，另外还为上木彩矢「Believe in YOU」提供作曲。

## 经历
- 1992年 - 参加Being的“BAD”歌手选拔，通过后与山田恭二、小林正道、新井康德组成BAAD乐队。[2]
- 1993年 - 以单曲出道。
- 1999年 - BAAD解散。[2]
- 1999年 - 与原BAAD搭档新井康徳组成Rad Hammer乐队。[3]
- 2003年 - 首次以支援乐手身份参加B'z演唱会「B'z LIVE-GYM 2003 "BIG MACHINE"」。（出任：吉他、和声）
- 2004年 - 首次以支援乐手身份参加ZARD演唱会 ZARD「What a beautiful moment Tour」。（出任：吉他、和声）
- 2004年 - 与德永晓人、吉本大樹（日语：吉本大樹）组成doa乐队。[4]
- 2004年 - 以支援乐手身份参加稻叶浩志演唱会「稲葉浩志 Inaba Koshi LIVE 2004 〜en〜」。（出任：和声）
- 2005年 - 以支援乐手身份参加B'z演唱会「B'z LIVE-GYM 2005 -CIRCLE OF ROCK-」。（出任：吉他、和声）
- 2006年 - 首次以作曲人身份为上木彩矢的专辑「Secret Code 」中「Believe in YOU」作曲（不过在BAAD时期就已经为乐队的不少歌曲参与作曲了）。[5]
- 2006年 - 以支援乐手身份参加B'z演唱会「B'z LIVE-GYM 2006 "MONSTER'S GARAGE"」。（出任：吉他、和声）
- 2006年 - 以支援乐手身份参加B'z演唱会「B'z LIVE in なんば 2006」。（出任：吉他、和声）
- 2007年 - 以支援乐手身份参加B'z演唱会「B'z SHOWCASE 2007 -19-」。（出任：吉他、和声）
- 2007年 - 以支援乐手身份参加ZARD演唱会「ZARD What a beautiful memory Tour」。（出任：吉他、和声）
- 2007年 - 以支援乐手身份参加B'z演唱会「B'z SHOWCASE 2007 -B'z In Your Town-」。（出任：吉他、和声）
- 2008年 - 以支援乐手身份参加ZARD演唱会「ZARD What a beautiful memory Tour 2008」。（出任：吉他、和声）
- 2008年 - 以支援乐手身份参加B'z演唱会「B'z LIVE-GYM 2008 -ACTION-」。（出任：吉他、和声）
- 2008年 - 以支援乐手身份参加B'z演唱会「B'z LIVE-GYM Pleasure 2008 -GLORY DAYS-」。（出任：吉他、和声）
- 2009年 - 以支援乐手身份参加ZARD演唱会「ZARD What a beautiful memory 2009」。（出任：吉他、和声）
- 2011年 - 以支援乐手身份参加ZARD演唱会「ZARD What a beautiful memory -forever you-」。（出任：吉他、和声）
- 2016年 - 以支援乐手身份参加ZARD演唱会「ZARD What a beautiful memory ～25th Anniversary～」。（出任：吉他、和声）[6]

## 个人演唱会
组成doa乐队后，大田也以个人身份举办演唱会，主要演唱由自己作词的歌曲和Bon Jovi等外国组合的歌曲。
- 2006年：「OHTA NIGHT みんな来NIGHT」（共1场）
- 2006年：「OHTA NIGHT2」（共2场）
- 2009年：「帰ってきた OHTA NIGHT 0904」（共2场）
- 2010年：「 "I am a singin' man" in Beer Garden! 」（共1场）
- 2010年：「 "I am a singin' man" 」（共3场）
- 2011年：「 I am a singin' man in Beer Garden 」（共1场）
- 2012年：「 Singin'man's NIGHT 」（共3场）
- 2012年：「 Singin'man's NIGHT "The Bandwagon 」（共4场）
- 2013年：「 Singin' man's "The Bandwagon" 2013 」（共4场）
- 2014年：「 Singin' man's "The Bandwagon" 2014 」（共6场）
- 2015年：「 Singin' man's "The Bandwagon" 2015 」（共4场）
- 2015年：「 Singin' man's "The Bandwagon" 2015 ～年末だよ！全員集合～ 」（共1场）
- 2016年：「 Singin' man's "The Bandwagon" 2016 」（共5场）
- 2017年：「 大田紳一郎 Acoustic Live "I am a singin' man" 2017 」（共4场）
- 2017年：「 Singin' man's "The Bandwagon" 2017 」（共5场）（7月9日 - 8月2日）[7]
- 2017年：「 Singin' man's "The Bandwagon" 2017〜どうしてもONE MORE NIGHT〜」（共1场）（12月30日）[8]
- 2018年：「 Singin' man's "The Bandwagon" 2018」（共2场）

## 参与录音制作的歌曲和专辑
- 稲葉浩志「Peace Of Mind」
- GARNET CROW「Doing all right」
- 上木彩矢「Believe in YOU」「世界中の誰もが」「明日のために （AL ver.）」「YOU&ME」「Tears」「眠っていた気持ち 眠っていたココロ（AL ver.）」「Forever More」「youthful diary （AL ver.）」「ミセカケのI Love you （AL ver.）」
- 北原愛子（日语：北原愛子）「TANGO」
- ZARD「Don't you see!」「遠い星を数えて」「君とのDistance」「止まっていた時計が今動き出した」等等1996年以来的多数歌曲
- 三枝夕夏 IN db「いつも心に太陽を」「飛び立てない私にあなたが翼をくれた」「U-ka saegusa IN db IV 〜クリスタルな季節に魅せられて〜」
- 高岡亜衣（日语：高岡亜衣）「想い出の夏が来る」「あなたのココロ晴れますように」
- ZYYG,REV（日语：出口雅之）,ZARD&WANDS「果てしない夢を（日语：果てしない夢を）」
- Sensation「パラシュートが開かない」
- TWINZER（日语：TWINZER）「Anytown U.S.A」
- TMG「OH JAPAN 〜OUR TIME IS NOW〜」
- T-BOLAN「びしょ濡れの優しさの中」「Only Lonely Crazy Heart」
- 七緒香「はじまりのうた/嘘」
- B'z「さまよえる蒼い弾丸」「OCEAN」「MONSTER」「ACTION」
- PINC INC（日语：PINC INC）「もっとキミ色に染まりたい」
- WANDS「君にもどれない」「君が欲しくてたまらない」「AWAKE」
- 仓木麻衣 「負けないで」

## 使用乐器
- Gibson Les Paul Standard Heritage Series 80 （主要使用）
- Epiphone（英语：Epiphone） Elite Tak Matsumoto Les Paul Tak Burst （在参加B'z演唱会时当作副吉他使用）
- Gibson Hummingbird Cherry Sunburst
- Gibson J-50
- Ibanez EW20ASE-NT
- K.Yairi（日语：ヤイリギター） 200BL
- Martin D-45

## 引用
1. ↑  . Barks. 6 February 2016  [2024-03-12]. （原始内容存档于2023-11-05） （日语）.
2. 1 2  . beinggiza.com.   [2017-05-28]. （原始内容存档于2017-06-01）.
3. ↑  . music.jetrobot.com.   [2017-05-28]. （原始内容存档于2016-04-17）.
4. ↑  . d-o-a.jp.   [2017-05-28]. （原始内容存档于2017-05-19）.
5. ↑  . kamikiaya.jp.   [2017-05-28]. （原始内容存档于2017-05-16）.
6. ↑  . www.wezard.net.   [2017-05-28]. （原始内容存档于2017-05-22） （日语）.
7. ↑  . d-o-a.jp.   [2017-05-28]. （原始内容存档于2017-05-17）.
8. ↑  . d-o-a.jp.   [2017-12-22]. （原始内容存档于2017-12-21）.